# Naja
Naja – rodzaj jadowitych węży z rodziny zdradnicowatych (Elapidae).

## Zasięg występowania
Rodzaj obejmuje gatunki występujące w Afryce (Egipt, Libia, Tunezja, Algieria, Maroko, Sahara Zachodnia, Mauretania, Senegal, Gambia, Gwinea Bissau, Gwinea, Sierra Leone, Liberia, Wybrzeże Kości Słoniowej, Mali, Burkina Faso, Ghana, Togo, Benin, Niger, Nigeria, Kamerun, Czad, Sudan, Erytrea, Dżibuti, Somalia, Etiopia, Sudan Południowy, Republika Środkowoafrykańska, Wyspy Świętego Tomasza i Książęca, Gwinea Równikowa, Gabon, Kongo, Demokratyczna Republika Konga, Rwanda, Burundi, Uganda, Kenia, Tanzania, Malawi, Zambia, Angola, Namibia, Botswana, Zimbabwe, Mozambik, Eswatini i Południowa Afryka) oraz w Azji (Oman, Jemen, Arabia Saudyjska, Iran, Turkmenistan, Uzbekistan, Afganistan, Pakistan, Chiny, Indie, Sri Lanka, Bangladesz, Nepal, Bhutan, Mjanma, Laos, Wietnam, Kambodża, Tajlandia, Malezja, Singapur, Filipiny, Brunei i Indonezja).

## Systematyka

### Etymologia
- Naja: syng. naya „kobra”, od nazwy nāga oznaczająca w sanskrycie węża[12][9].
- Aspis: gr. ασπις aspis „żmija”[13]. Gatunek typowy: Coluber naja Linnaeus, 1758.
- Uraeus: gr. ουραιος ouraios „ogonowy”, od ουρα oura „ogon”[14]. Gatunek typowy: Coluber haje Linnaeus, 1758.
- Tomyris: gr. τομος tomos „ostry, tnący”, od τεμνω temnō „ciąć”[15]; ουρα oura „ogon”[14]. Gatunek typowy: Tomyris oxiana Eichwald, 1831.
- Boulengerina: George Albert Boulenger (1858–1937), brytyjski zoolog belgijskiego pochodzenia[5]. Gatunek typowy: Boulengerina stormsi Dollo, 1886 (= Naja annulata Buchholz & Peters, 1877).
- Limnonaja: gr. λιμνη limnē „bagno”[16]; syng. naya „kobra”, od nazwy nāga oznaczająca w sanskrycie węża. Gatunek typowy: Boulengerina christyi Boulenger, 1904.
- Palaeonaja: gr. παλαιος palaios „starożytny”[17]; rodzaj Naja Laurenti, 1768. Gatunek typowy: †Palaeonaja romani Hoffstetter, 1939.
- Paranaja: gr. παρα para „blisko, obok”[18]; rodzaj Naja Laurenti, 1768. Gatunek typowy: Naia anomala Sternfeld, 1917[a].
- Afronaja: łac. Afer, Afra „afrykański”, od Africa „Afryka”; syng. naya „kobra”, od nazwy nāga oznaczająca w sanskrycie węża[9]. Gatunek typowy: Naja nigricollis Reinhardt, 1843.

### Podział systematyczny
Do rodzaju należą następujące gatunki:

- Naja anchietae Bocage, 1879
- Naja annulata Peters, 1876 – kobra wodna[19]
- Naja annulifera Peters, 1854
- Naja arabica Scortecci, 1932
- Naja ashei Wüster & Broadley, 2007
- Naja atra Cantor, 1842 – kobra pospolita
- Naja christyi (Boulenger, 1904)
- Naja fuxi Shi, Vogel, Chen & Ding, 2022
- Naja guineensis Broadley, Trape, Chirio, Ineich & Wüster, 2018
- Naja haje (Linnaeus, 1758) – kobra egipska[19]
- Naja kaouthia Lesson, 1831 – kobra nepalska[19]
- Naja katiensis Angel, 1922
- Naja mandalayensis Slowinski & Wüster, 2000
- Naja melanoleuca Hallowell, 1857 – kobra czarnobiała
- Naja mossambica Peters, 1854
- Naja multifasciata (Werner, 1902)
- Naja naja (Linnaeus, 1758) – kobra indyjska[20]
- Naja nana Collet & Trape, 2020
- Naja nigricincta Bogert, 1940
- Naja nigricollis Reinhardt, 1843 – kobra czarnoszyja[19]
- Naja nivea (Linnaeus, 1758) – kobra przylądkowa[19]
- Naja nubiae Wüster & Broadley, 2003
- Naja obscura Saleh & Trape, 2023
- Naja oxiana (Eichwald, 1831) – kobra środkowoazjatycka
- Naja pallida Boulenger, 1896
- Naja peroescobari Ceríaco, Marques, Schmitz & Bauer, 2017
- Naja philippinensis Taylor, 1922
- Naja sagittifera Wall, 1913
- Naja samarensis Peters, 1861
- Naja savannula Broadley, Trape, Chirio & Wüster, 2018
- Naja senegalensis Trape, Chirio & Wüster, 2009
- Naja siamensis Laurenti, 1768 – kobra syjamska
- Naja sputatrix Boie, 1827
- Naja subfulva Laurent, 1955
- Naja sumatrana Müller, 1887